# Teretrius tuberculifrons
Teretrius tuberculifrons är en skalbaggsart som först beskrevs av Miłosz A. Mazur 1978.  Teretrius tuberculifrons ingår i släktet Teretrius och familjen stumpbaggar. Inga underarter finns listade i Catalogue of Life.